# Debian GNU/kFreeBSD
Debian GNU/kFreeBSD byla distribuce GNU operačního systému Debian, využívající jádro FreeBSD. Písmeno k v názvu je zkratkou anglického výrazu kernel of („jádro z“), která odkazuje na skutečnost, že z operačního systému FreeBSD je používáno jen jeho jádro.
Debian GNU/kFreeBSD byl poprvé dostupný ve verzi Debian 6.0 (s kódovým označením Squeeze) a od verze 7.0 (Wheezy) byl oficiálním portem Debianu.
Podle statistik projektu Debian bylo v září 2014 v provozu minimálně 124 instalací Debian GNU/kFreeBSD. Nicméně tato data byla poskytnuta pouze uživateli, kteří se je rozhodli dobrovolně poskytnout.

## Porty na jiná jádra
- Debian GNU/Linux – port na jádro Linux
- Debian GNU/Hurd – port na jádro GNU Hurd
- Debian GNU/NetBSD – port na jádro NetBSD
- Debian GNU/OpenBSD – port na jádro OpenBSD
- Debian GNU/w32 (nebo také Debian GNU/Win32) – port do POSIX prostředí Cygwin pro Microsoft Windows
- Debian GNU/MinGW – port s využitím vývojového prostředí MinGW (Minimalist GNU for Windows) pro Microsoft Windows
- Debian GNU/POSIX-2 – port s využitím vývojového prostředí POSIX/2 pro IBM OS/2
- Debian GNU/FreeDOS (nebo také Debian GNU/DJGPP) – port na jádro FreeDOS
- Debian GNU/Plan9 (nebo také Debian GNU/9front) – port na jádro Plan9
- Debian GNU/Beowulf – port na Beowulf cluster
- Debian GNU/OpenSolaris (nebo také Nexenta OS) – port na jádro OpenSolaris